# Gloria Foster
Gloria Foster (Chicago, 15 de novembro de 1933 — Nova Iorque, 29 de setembro de 2001) foi uma atriz norte-americana. Ganhou notoriedade como protagonista em In White America e Having Our Say, tendo ganhado três Obie Awards durante a carreira.
Ficou conhecida do público mais jovem pelo seu papel de "Oráculo" no filme The Matrix e The Matrix Reloaded. Interpretou também a mãe de Yusef Bell na minissérie The Atlanta Child Murders que estrou em 1985.

## Biografia
Gloria nasce em 1933, em Chicago, Illinois. Ainda muito pequena, ela ficou sob a guarda dos avós maternos, crescendo em uma fazenda, sendo que nunca conheceu seu pai. Ela se mudou para a cidade de Janesville, no Wisconsin depois que sua mãe foi internada em um hospital psiquiátrico devido à uma doença mental.
Quando terminou o ensino médio, Gloria retornou a Chicago, onde ingressou na Universidade de Illinois, onde fez teatro amador, sem se profissionalizar na carreira em um primeiro momento. No ensino superior teve aulas diversas, incluindo medicina forense. Gloria não tinha certeza de qual carreira seguir, até que sua mãe a levou ao Goodman Theatre, em Chicago. Depois de um teste de elenco, ela foi aceita e soube então que gostaria de ser atriz. Foi uma das poucas atrizes negras da Goodman School of Drama, mas focou seus estudos em atuação, aprendendo também técnicas de outras companhias teatrais e universidades. Pouco depois, Gloria se mudou para Nova Iorque, para buscar carreira na Broadway.

## Carreira
Gloria começou a trabalhar na Broadway em 1963. Seu primeiro papel foi como Ruth em A Raisin in the Sun. Seu primeiro papel foi na peça In White America, que falava sobre a opressão e o racismo que os negros enfrentavam nos Estados Unidos. A atuação a levou a ganhar seu primeiro Obie Award, premiação anual oferecida pelo jornal The Village Voice a artistas e grupos de artistas na cidade de Nova Iorque. Ela também ganhou uma crítica de duas páginas na revista Life, falando sobre sua performance e pedindo que o público assistisse a qualquer peça que ela interpretasse.
Gloria trabalhou em muitas peças na Broadway e tornou-se uma grande estrela dos palcos. Ao invés de Gloria fazer testes para personagens, os dramaturgos escreviam personagens para ela, algo inédito para atrizes e atores negros na época, marcada pela segregação.

## Vida pessoal
Gloria casou-se com o ator Clarence Williams III em 1967. Eles se conheceram no programa The Mod Squad, que esteve no ar entre o final da década de 1960 e o começo da década de 1970, onde Gloria fez duas participações especiais. Eles também atuaram juntos em um filme, The Cool World, de 1964. Em 1984, eles se divorciaram, porém permaneceram amigos.

## Morte
Gloria morreu em sua casa, em Nova Iorque, aos 67 anos, em 29 de setembro de 2001, em decorrência de problemas causados pela diabetes. Ela morreu pouco depois das gravações de Matrix Reloaded, sendo substituída pela atriz Mary Alice, em Matrix Revolutions. Gloria foi sepultada no cemitério Kensico, no Condado de Westchester, em Nova York.

## Filmografia

### No cinema
- Matrix Reloaded (2003) como Oráculo
- The Matrix (1999) como Oráculo
- City of Hope (1991) como Jeanette
- Leonard Part 6 (1987) como Medusa
- Top Secret (1978) (TV) como Judith
- Man and Boy (1972) como Ivy Revers
- The Angel Levine (1970) como Sally
- The Comedians (1967) como Mrs. Philipot
- Nothing But a Man (1964) como Lee
- The Cool World (1963) como Mrs. Custis

### Na televisão
- Percy & Thunder (1993) como Sugar Brown
- Separate But Equal (1991) como Buster
- The Atlanta Child Murders (1985) (miniséries) como Camille Bell
- House of Dies Drear (1984) como Sheila Small
- The Files on Jill Hatch (1983) como Mrs. Hatch
- To All My Friends on Shore (1972) como Serena